# Ksar Ouled Debbab
Ksar Ouled Debbab (arabe : قصر أولاد دباب) est un ksar de Tunisie situé dans le gouvernorat de Tataouine.

## Localisation
Il est situé sur une petite colline dominant une vallée.

## Histoire
Abdesmad Zaïed le considère comme un ksar « relativement ancien », Kamel Laroussi évoquant une fondation en 1760.
Le 10 janvier 2020, le gouvernement tunisien propose le site pour un futur classement sur la liste du patrimoine mondial de l'Unesco.
Le 22 janvier 2024, un arrêté en fait un monument classé.

## Aménagement
Le ksar se divise en deux parties étirées sur une distance de 300 mètres : une ancienne au nord-ouest dont le centre de la cour est occupée par des ghorfas et une plus récente (bien que sa construction n'est pas datée) au sud-est, où se trouve l'accès par la route. Une porte récente a été ajoutée entre les deux.
Le nombre de ghorfas est variable selon les sources : 600 selon André Louis (1975), 510 selon Laroussi (2004) et 400 selon Zaïed (1992), Marinella Arena et Paola Riffa (2007), Herbert Popp et Abdelfettah Kassah estimant que ce dernier chiffre est le plus réaliste. Le tout s'élève essentiellement sur un à deux étages.
L'état du ksar est variable selon la partie concernée : si la partie au nord-ouest a été modernisée, avec l'ajout de nouveaux bâtiments, la partie au sud-est est abandonnée et sert désormais de décharge.

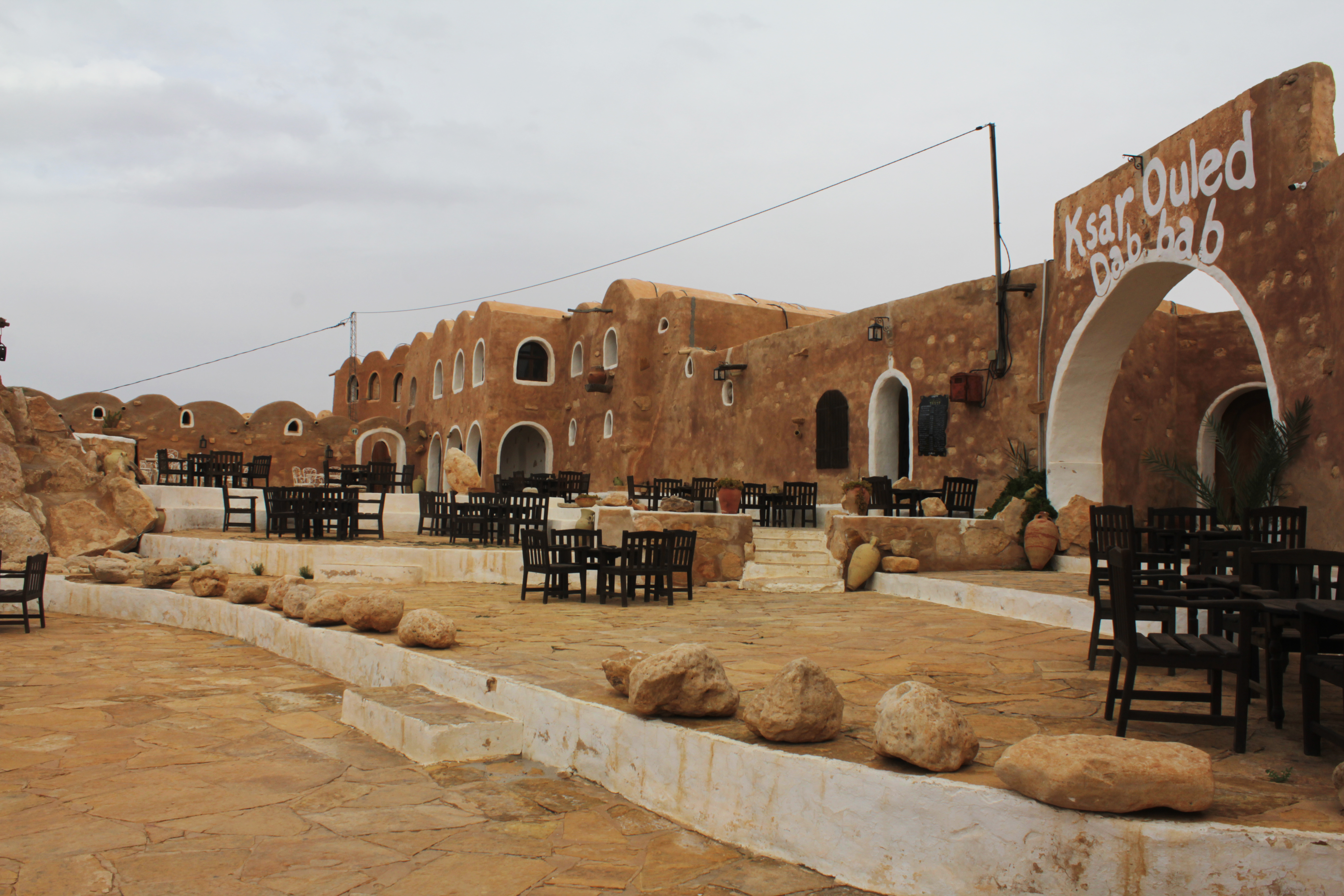
Vue de la cour réaménagée.
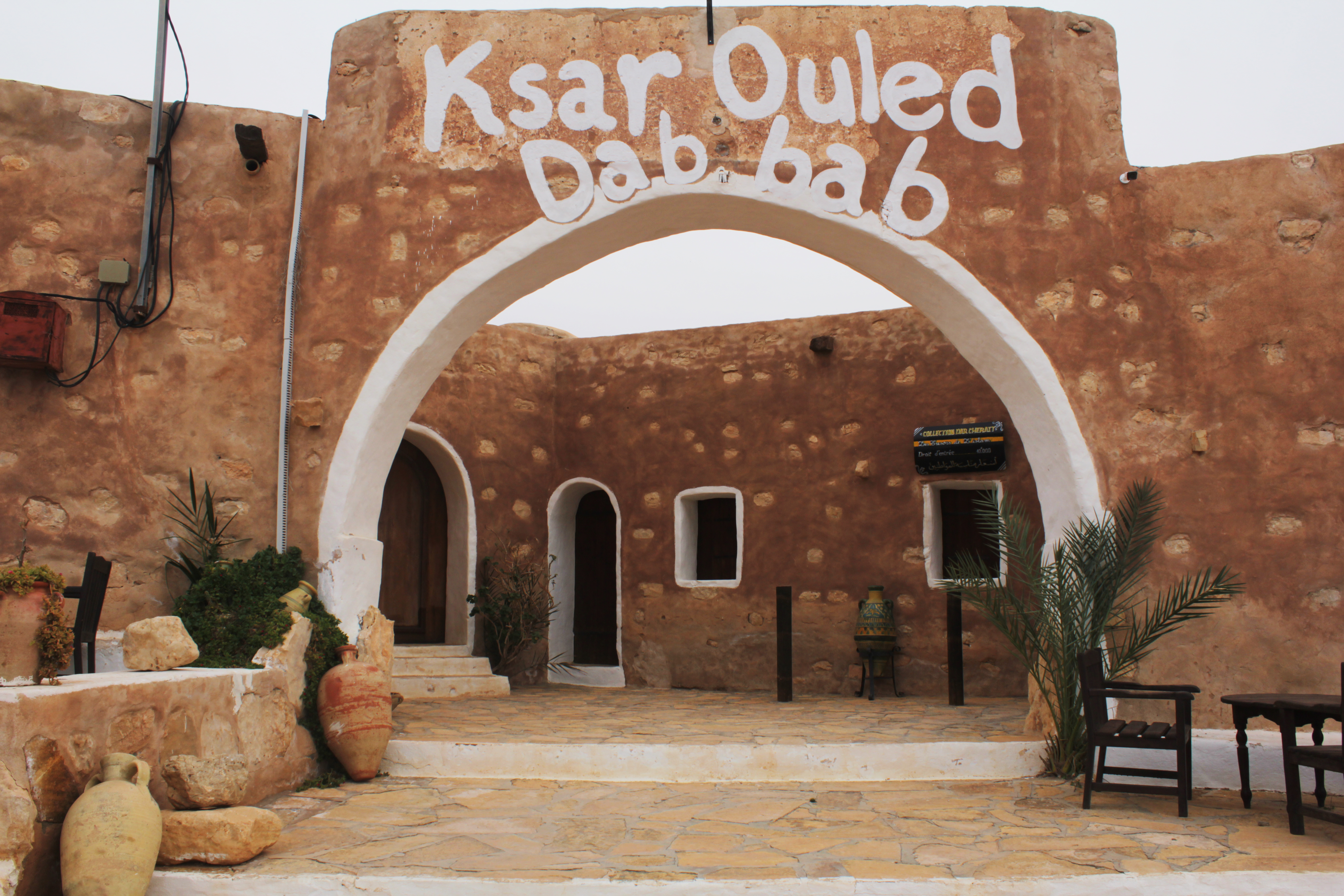
Entrée du musée.
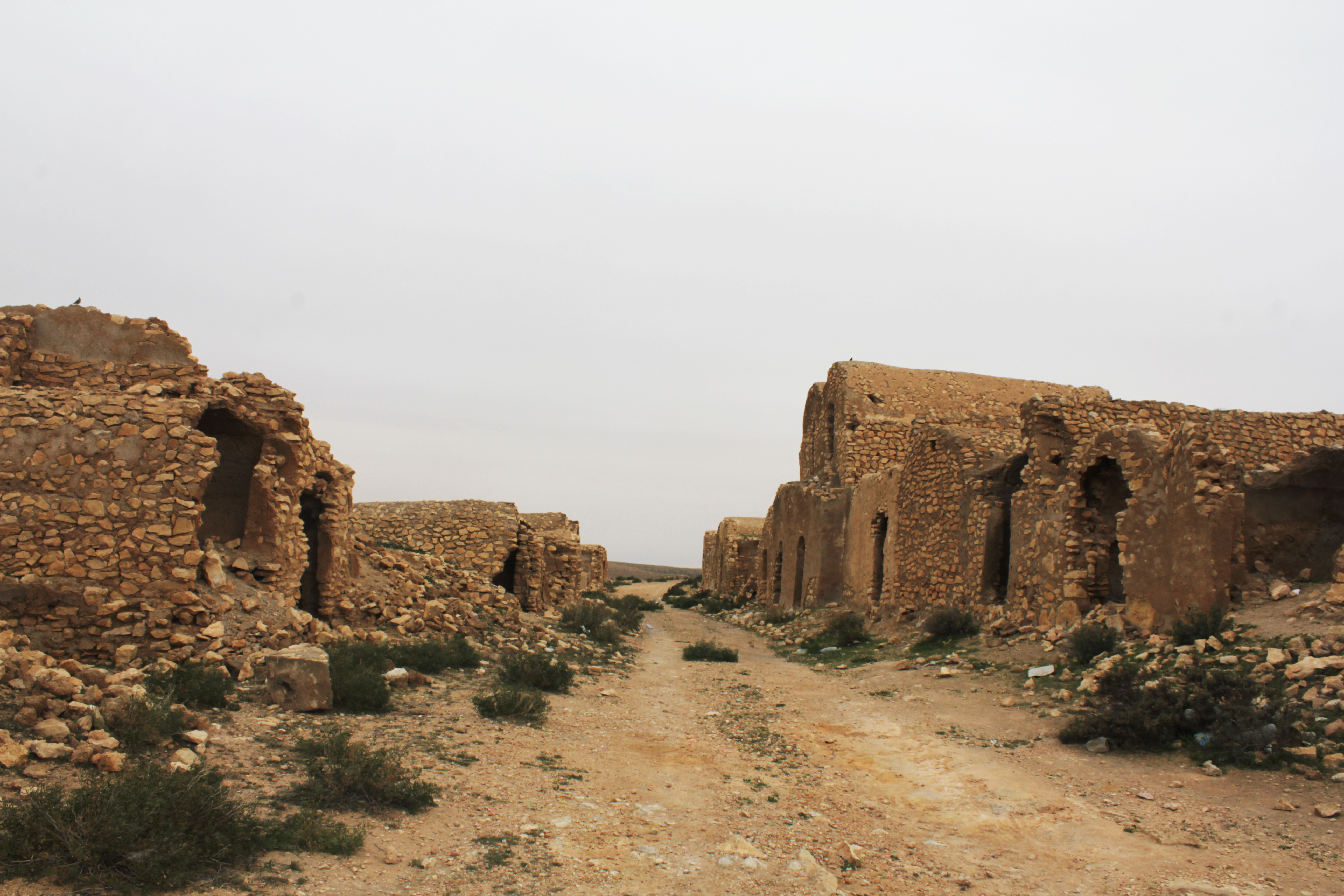
Vue de la partie sud-est.
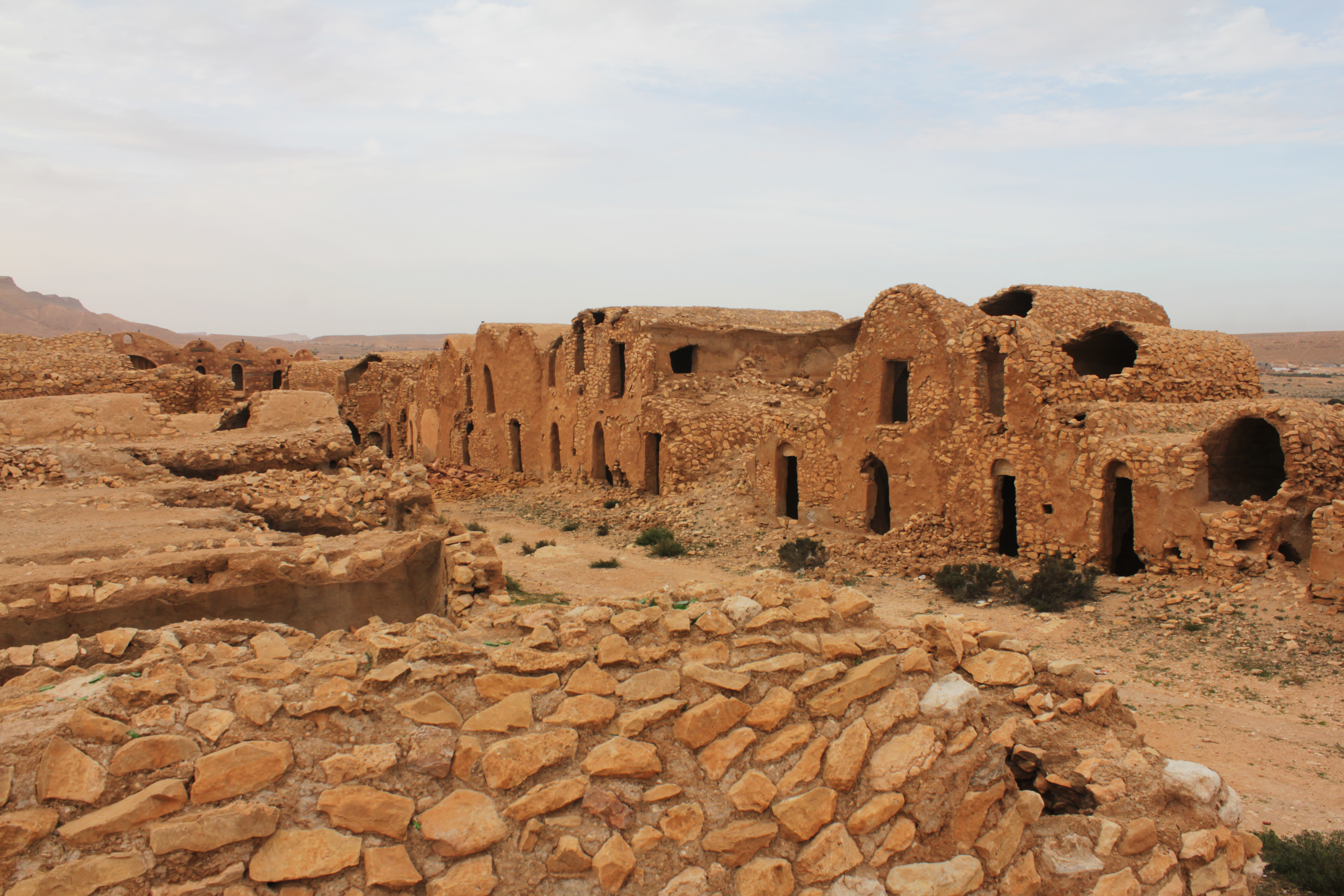
Ghorfas effondrées dans la partie sud-est.

## Utilisation
Un usage touristique y est tenté sans succès dans les années 1960, puis dans les années 1980-1990 avec l'ouverture d'un hôtel et d'un restaurant. En 2004, une nouvelle tentative est initiée avec un musée, un café, un restaurant, un centre d'artisanat et un hôtel ; Popp et Kassah déplore toutefois une utilisation commerciale du site sans rapport avec le patrimoine bâti.